# Чхетиани, Звиад
Звиад Чхетиани (груз. ზვიად ჩხეტიანი; род. 17 октября 1984) — грузинский футболист, игравший на позиции защитника.

## Биография
Футбольную карьеру начал в клубе «Самгурали» (Цхалтубо), в футболке которого провел 39 матчей. Накануне начала сезона 2004-2005 годов уехал в Украину, где подписал контракт с симферопольской «Таврией». Тренировался с первой командой. Дебютировал в футболке симферопольского клуба 22 мая 2004 в выездном поединке 26-го тура Высшей лиги против луцкой «Волыни». Чхетиани вышел на поле на 46-й минуте, заменив Андрея Степанова. После этого в официальных поединках за «Таврию» не появлялся. В том же году был отдан в аренду в «Полесье». В составе житомирского клуба дебютировал 5 сентября 2004 в домашнем поединке 6-го тура Первой лиги против львовских «Карпат». Чхетиани вышел на поле в стартовом составе и отыграл весь матч. В составе «Полесье» сыграл 9 матчей. Вторую часть сезона 2004/05 годов провел в дубле симферопольской «Таврии», за который сыграл 4 матча. По окончании сезона покинул расположение симферопольского клуба.
С 2005 по 2007 года выступал за кутаисское «Торпедо», за которое сыграл 45 матчей. С 2007 по 2009 год защищал цвета «Месхети» (Ахалцихе) и «Локомотива» (Тбилиси). Первую половину сезона 2009/10 защищал цвета «Торпедо-2008» (Кутаиси). С 2010 по 2011 года выступал за «Гагру». В 2012 году усилил «Гурию». Затем перешел в «Колхети-1913». Футбольную карьеру завершил в «Самгурали» (Цхалтубо), за которую выступал с 2013 по 2014 года. 